# Évagre le Pontique
Pour les articles homonymes, voir Évagre.
Évagre le Pontique (en grec médiéval Εὔαγρος ὁ Ποντικός / Evαgros o Pontikós) (346-399) est un moine du IVe siècle ayant vécu dans le désert d'Égypte ; il fut le premier qui systématisa la pensée ascétique chrétienne. Son influence s'est transmise à Jean Climaque, Maxime le Confesseur, Dorothée de Gaza, et les Hésychastes que Jean Cassien transmit en latin à l'Occident chrétien. Il est considéré comme un grand docteur en théologie mystique et un saint par l'Église syriaque orthodoxe.

## Biographie
Originaire d'Ibora dans la région du Pont (aujourd'hui  Turhal en Turquie), Évagre a été ordonné lecteur par Basile de Césarée.
L'évêque Grégoire de Nazianze l'ayant ordonné diacre, il l'accompagna à Constantinople, où sa prédication connut un grand succès. En 381, il participa au premier concile de la ville convoqué par l'empereur Théodose Ier.
L'année d'après, moins à l'aise avec le nouveau patriarche Nectaire de Constantinople, et impliqué dans une affaire sentimentale embarrassante, il décida de quitter la capitale à la suite d'un rêve qui lui proposa d'aller rejoindre Rufin d'Aquilée et Mélanie l'Ancienne à Jérusalem. Après s'être rétabli d'une crise de quelques mois et d'une santé fragilisée, il devint moine lors de la fête de Pâques 383.
Puis il partit en Basse-Égypte au sein d'une  communauté cénobitique dans le désert de Nitrie où il devint disciple de Macaire de Scété, avant de s'installer, à partir de 385, aux Kellia situé un peu plus au sud, pour une vie en cellules.
Durant quatorze ans, il y mena jusqu’à sa mort, ce style de vie monastique, et c'est là qu'il composa la quasi-totalité de son œuvre.

## L'enseignement d'Évagre
Évagre a théorisé l’expérience spirituelle des moines du désert dans un langage inspiré de l’enseignement d’Origène.
Bien que son nom ait été inclus dans les condamnations qui ont frappé certains enseignements d'Origène lors des controverses des VIe et VIIe siècles aux conciles de Constantinople de 553 et de 680 (ce qui explique que certaines de ses œuvres aient été transmises sous des noms d'emprunt), l'influence des écrits d'Évagre sur la spiritualité de l’Orient byzantin a été considérable. Par les « Conférences » de Jean Cassien, mais aussi les traductions de Rufin d'Aquilée, cette influence s’est répandue jusqu’en Occident.
C’est de lui que provient la formulation systématique de certains grands thèmes de la spiritualité orientale : division de la vie spirituelle en vie active et en vie contemplative ; nécessité du dépouillement de toute image et de toute forme pour parvenir à la contemplation ; identification de la prière et de la théologie, qui est connaissance (gnose) de la Trinité ; notion de l’apathie, qui est tout autre chose que l’impassibilité stoïcienne — paix et douceur d’une âme entièrement purifiée par le renoncement et la charité…
Pour parvenir à faire silence et réussir à connaître Dieu, le chrétien doit chercher à analyser et à canaliser ses pensées. Évagre en distingue huit qu'il appelle des « logismoï » (qu'on pourrait éventuellement traduire par pensées entêtantes), soit huit symptômes d'une maladie de l'esprit ou de l'être, mettant l'homme en état de péché : gourmandise, impureté, avarice, acédie, colère, tristesse, vaine gloire et orgueil. C'est ce qui est sans doute à l'origine du système des péchés capitaux ; plus tard, Grégoire le Grand, en imposera sept.
Les derniers travaux de Gabriel Bunge donnent une image plus mystique d'Évagre et permettent de relativiser la critique intellectualiste qu’avaient faite de lui dans les années 1950 certains auteurs comme Irénée Hausherr. Frances Young souligne que le propos d'Évrage sur le Christ est particulièrement évasif.

## Œuvres et traductions
Évagre semble être le premier moine qui ait laissé une œuvre littéraire importante, dont une partie nous est parvenue sous des noms d'emprunts. La critique moderne a déjà beaucoup fait et a encore beaucoup à faire pour reconstituer l’héritage littéraire d’Évagre. Cette littérature de « sentences » ou « chapitres » — des sortes d'aphorismes dans la tradition des apophtegmes des Pères du désert — s'adresse généralement aux moines. Ses ouvrages les plus importants peuvent être ramenés à cinq ou six catégories :

### CLIII sentences sur la prière
La Prière est un opuscule très répandu (CPG 2452), transmis dans la Philocalie sous le nom de Nil d'Ancyre. Il a été traduit plusieurs fois en français. Le chiffre de cent cinquante-trois est une allusion aux cent cinquante-trois poissons de la pêche miraculeuse.

### La trilogie initiatique
En vue d’une initiation chrétienne, cette trilogie comprend d’abord le Practicos, c’est-à-dire la vie active, l’ascèse, recueil de sentences destinées au débutant, en 100 chapitres (CPG 2430). Cet ouvrage a eu une influence considérable sur les Pères de l'Église en Orient comme en Occident, ceci par l'intermédiaire de Jean Cassien. Le chapitre XII contient une description célèbre de l'acédie, dégoût des choses spirituelles.
Elle comprend ensuite, pour le moine formé, le Gnostique, la vie contemplative, en 50 chapitres (CPG 2431). Cet ouvrage comme le suivant n'existe plus en grec qu'à l'état fragmentaire, et il faut se référer aux versions orientales (syriaque et arménienne) pour en connaître le contenu (aussi en arabe pour le suivant). Ce texte est le plus bref de la trilogie et sert de transition.
Enfin les Kephalaia gnostica ou Chapitres sur la gnose, c’est-à-dire la contemplation (CPG 2432) sont la partie la plus étendue, en six groupes de 90 sentences (centuries), 540 en tout, enseignements dogmatiques et ascétiques dont le désordre apparent cache une doctrine spirituelle très ferme, rendue suspecte par les condamnations anti-origénistes de 553. Ces six groupes sont d'abord appelés six "siècles" avant qu'il ne soit précisé qu'ils correspondent aux six jours de la création.

### Correspondance
- LXII lettres (CPG 2437), adressées à des moines ou moniales rencontrés à Jérusalem comme Rufin, Mélanie l'Ancienne, Jean de Jérusalem. Fragments grecs, texte complet en syriaque et arménien.
- Épître à Mélanie (CPG 2438). D'après Bunge, le destinataire serait plutôt Rufin. Texte syriaque seulement.
- Lettre dogmatique sur la Sainte Trinité (CPG 2439). Écrite vers 380 à Constantinople, elle contient des traits autobiographiques (son origine du Pont par exemple). Elle a été transmise sous le nom de Basile de Césarée (Lettre VIII).

### Sur les «pensées»
Les ouvrages suivants constituent d'une certaine manière des compléments au Practicos.
- L'Antirrheticos (Réfutation) est un recueil biblique adapté à la lutte contre les passions (CPG 2434). Il est composé de sentences à opposer aux tentations du démon, divisé en huit livres, un contre chacun des huit péchés capitaux[8]. 487 tentations sont traitées, avec un verset biblique associé à chacune d'elles.
- Sur les Pensées (CPG 2450)[9]. Ce traité, qui représente une étape ultime dans la progression spirituelle du moine, a pour sujet les mauvaises pensées qu'inspirent au moine les démons pour freiner sa progression spirituelle et l'empêcher de parvenir à la prière pure.
- XXXIII chapitres (CPG 2442) sur la correspondance physique – spirituel, en grec seulement.
- Gnomica (CPG 2443-2445) : trois séries de 24 ou 26 sentences tirées de la sagesse universelle, païenne ou populaire. En grec et syriaque (et en partie en arménien).
- Traité à Euloge (CPG 2447) et les Vices opposés au Vertus (CPG 2448) sont adressés au moine Euloge. En grec avec des traductions syriaque, arménienne et géorgienne (+ éthiopienne et arabe pour le Traité).
- XLIII sentences sur les mauvaises pensées (CPG 2450). Un tiers environ se trouve dans la Philocalie.
- Des huit esprits de malice (CPG 2451) : en grec (attribué à Nil) avec des traductions en latin et dans toutes les langues de l'Orient chrétien, y compris le slavon.

### Autres ouvrages de discipline monastique
- 137 chapitres sur la vie cénobitique (CPG 2435), écrits en distiques, destinés à un monastère auquel ils ont pu servir de « règle monastique ». Associés aux 56 chapitres pour une vierge (Sententiæ ad Virginem, CPG 2436), également écrit en distiques, l'ouvrage, transmis aussi en latin (entre autres langues anciennes), est connu sous le nom de « Miroirs ».
- Protrepticus et paræneticus (CPG 2440) : sur la prière et autres matières de discipline monastique. En syriaque seulement.
- Hypotypose (CPG 2441) : en onze sections, conservé en grec et syriaque.
- Conseil aux moines (parænesis, CPG 2454) : cinquante-huit chapitres en deux recensions réduites à seize et quarante-deux (en grec et syriaque).

### Commentaires bibliques et scholies
Évagre avait composé des Commentaires sur les Psaumes et des Commentaires sur les Proverbes, dont des fragments importants ont été conservés dans les Selecta in Psalmos d’Origène ou dans les fragments de son commentaire sur les Proverbes.
- Scholies à l'Ecclésiaste (CPG 2458.5)[10].
- Scholies aux Proverbes (CPG 2456)[11].

D'autres scholies dispersées dans les chaînes exégétiques restent à éditer ou découvrir.

### Œuvres (entre 383 et 399)
- Traité de la prière (trad. Dom Jehan Joliet), Saint-Maximin (Var), Éditions de La Vie Spirituelle, 1925  (Wikisource)
- trilogie
  - Traité pratique, ou Le Moine, trad. Antoine Guillaumont, Cerf, coll. « Sources chrétiennes », no 170, 171, 1971, 2 vol.
  - Le Gnostique, ou A celui qui est devenu digne de la science", trad. Antoine et Claire Guillaumont, Cerf, coll. "Sources chrétiennes" n°356 , 1989, 208 p.
  - Kephalaia gnostica ou Problèmes sur la gnose : cf. Antoine Guillaumont, Les 'Kaphalia Gnostica' d'Évagre le Pontique et l'histoire de l'origénisme chez les Grecs et chez les Syriens, Seuil, 1962.
- Scholies aux Proverbes, trad. Paul Géhin, coll. « Sources chrétiennes », 1987, 582 p.
- Scholies à l'Ecclésiaste, trad. Paul Géhin, coll. « Sources chrétiennes », 1993, 208 p.
- Sentences sur la prière, intro. et trad. de Sr Pascale-Dominique Nau, Rome, 2012.
- À Euloge suivi de les Vices opposés aux Vertus, trad. Charles-Antoine Fogielman, coll. Sources chrétiennes, 2017, 534 p.

### Ouvrage des disciples d'Évagre
Chapitres des disciples d'Évagre (CPG 2483).

### Liste complète
Clavis Patrum Græcorum 2430-2482 (mis à jour sur le site en ligne ci-dessous).

## Sources
- Pallade de Galatie, Histoire lausiaque (420), chap. 38, trad. du grec, Desclée de Brouwer, 1981.
- Céline Hoyeau, « Évagre le Pontique, penseur de la vie spirituelle du désert », La Croix des 11 et 12 mars 2017.